# Liste der deutschen Botschafter in Costa Rica
Die Liste der deutschen Botschafter in Costa Rica enthält alle Botschafter der Bundesrepublik Deutschland in Costa Rica. Sitz der Botschaft ist in San José.
| Name                         | Amtszeit  |
| ---------------------------- | --------- |
| N.N.                         | 1955–1959 |
| Heinrich Graf von Hardenberg | 1959–1967 |
| Tile Freiherr von Bethmann   | 1968–1971 |
| Wilfried von Eichborn        | 1971–1975 |
| Wolfgang Wimmers             | 1975–1978 |
| Jürgen Scholl                | 1978–1981 |
| Franz Elles                  | 1981–1985 |
| Harald Nestroy               | 1985–1989 |
| Dieter Zeisler               | 1989–1992 |
| Wilfried Rupprecht           | 1992–1999 |
| Friedrich Gröning            | 1999–2002 |
| Helmut Göckel                | 2002–2004 |
| Volker Fink                  | 2004–2008 |
| Wolf Daerr                   | 2008–2010 |
| Ernst Martens                | 2010–2014 |
| Ingo Winkelmann              | 2014–2018 |
| Martina Nibbeling-Wrießnig   | 2018–2022 |
| Daniel Kriener               | seit 2022 |

## Weblink
- Website der Deutschen Botschaft San José